# Nekrolog 1701
Nekrolog
◄◄
| ◄
| 1697
| 1698
| 1699
| 1700
| 1701 | 1702 | 1703 | 1704 | 1705 | ► | ►►
Weitere Ereignisse | Allgemeiner Nekrolog 1701
Die Beschreibung der verstorbenen Person sollte so kurz wie möglich gehalten sein und nur deren signifikante Tätigkeit(en) enthalten.
Neue Namen ggf. auch unter dem Geburts- und Sterbedatum, also etwa unter 1. Januar und im Geburts- und Sterbejahr (2024) eintragen (nur bei entsprechender großer Wichtigkeit). Für Beispiele siehe die schon vorhandenen Artikel.
Außerdem über die fünf zuletzt Verstorbenen, zu denen es einen ausreichend guten Artikel für eine Präsentation auf der Hauptseite gibt, nach der todesbedingten Überarbeitung der Artikel ggf. auch unter Wikipedia Diskussion:Hauptseite informieren und sie am besten auch in den anderen Wikipedia-Sprachversionen eintragen. Tipp: Regelmäßig bei news.google.de nach „ist tot“, „gestorben“ oder „verstorben“ suchen.
Wenn eine Person gestorben ist, gibt es viele Seiten zu dieser Person in der Wikipedia, die davon auch betroffen sind und entsprechend aktualisiert werden müssen. Beispiele: Namenübersichtsseite, Geburtsjahr, Geburtsort-Seiten und viele mehr.
Wie finde ich die betroffenen Seiten?
Im Suchfeld auf der linken Seite gibt man den Suchbegriff so ein: „Vorname Nachname“. Dann klickt man auf Volltext und alle Seiten mit entsprechendem Suchtext werden aufgerufen. Hier sieht man dann schnell, wo auch das Todesjahr Sinn macht oder sogar ein Teil des Artikels angepasst werden muss. Auch hilft das „Werkzeug“ auf der linken Seite sehr gut, um solche Seiten aufzufinden: „Links auf diese Seite“. Somit ist die Wikipedia wieder aktuell in allen Bereichen! Hinweis: bei Eintragung der Kategorie „Gestorben JAHR“ wird der Missbrauchsfilter 49 ausgelöst, was jedoch nicht schlimm ist. Siehe: Spezial:Missbrauchsfilter/49
Dies ist eine Liste von im Jahr 1701 verstorbenen bekannten Persönlichkeiten. Die Einträge erfolgen innerhalb der einzelnen Daten alphabetisch sortiert. Tiere sind im Nekrolog für Tiere zu finden.

## Januar
| Tag        | Name                                             | Beruf, bekannt als                                  | Alter | Beleg |
| ---------- | ------------------------------------------------ | --------------------------------------------------- | ----- | ----- |
| 1. Januar  | David Funck                                      | böhmischer Komponist und Musiker                    | 52    |       |
| 3. Januar  | Louis I.                                         | Fürst von Monaco (1662–1701)                        | 58    |       |
| 3. Januar  | Jacob Mussaphia                                  | deutscher Hofjude                                   |       |       |
| 3. Januar  | Ferdinando Palma-Pignatelli                      | römisch-katholischer Bischof italienischer Herkunft | 58    |       |
| 5. Januar  | Louis François Le Tellier, marquis de Barbezieux | französischer Kriegsminister                        | 32    |       |
| 6. Januar  | Toussaint Rose                                   | französischer Hofbeamter                            | 89    |       |
| 6. Januar  | Johann Peter Stuppa                              | schweizerisch-französischer Militär                 | 79    |       |
| 12. Januar | Abraham Leuthner                                 | böhmischer Baumeister des Barock                    |       |       |
| 13. Januar | Friedrich Ulrich Calixt                          | deutscher lutherischer Theologe                     | 78    |       |
| 14. Januar | Tokugawa Mitsukuni                               | japanischer Daimyō                                  | 72    |       |
| 17. Januar | Alexandre Bontemps                               | Kammerdiener Ludwigs XIV.                           | 74    |       |
| 21. Januar | Robert Küpper                                    | deutscher Zisterzienserabt                          |       |       |
| 24. Januar | Johan II. de Witt                                | niederländischer Patrizier                          | 38    |       |
| 24. Januar | Juraj Láni                                       | slowakischer Geistlicher und Dichter                | 54    |       |
| 25. Januar | Cornelia van der Gon                             | niederländische Herstellerin von Puppenhäusern      | 56    |       |
| 27. Januar | Christian Mentzel                                | deutscher Mediziner, Botaniker und Sinologe         | 78    |       |
| 28. Januar | Peter Brandt                                     | dänischer Oberrentmeister                           | 56    |       |
| 29. Januar | Johann Gebhard Rabener                           | deutscher Hof- und Justizrat                        |       |       |
| 31. Januar | Andreas Schweimb                                 | deutscher Orgelbauer                                |       |       |

## Februar
| Tag         | Name                             | Beruf, bekannt als                                                 | Alter | Beleg |
| ----------- | -------------------------------- | ------------------------------------------------------------------ | ----- | ----- |
| 3. Februar  | Äneas Sylvius Caprara            | kaiserlicher österreichischer Feldmarschall                        |       |       |
| 3. Februar  | Matthias Friedrich von der Recke | Domdechant in Münster                                              | 56    |       |
| 10. Februar | Savo Millini                     | italienischer Bischof und Kardinal                                 | 56    |       |
| 11. Februar | Joachim von Rantzau              | deutscher Domdekan                                                 | 74    |       |
| 15. Februar | Urbain Chevreau                  | französischer Schriftsteller, Historiker, Romanist und Grammatiker | 87    |       |
| 15. Februar | François de Clermont-Tonnerre    | Bischof von Noyon                                                  |       |       |
| 15. Februar | Adam Drese                       | deutscher Kapellmeister und Komponist                              | 80    |       |
| 17. Februar | Dorothee Elisabeth Tretschlaff   | letzte als „Hexe“ Verurteilte und Hingerichtete Brandenburgs       |       |       |
| 20. Februar | Johannes Reiske                  | deutscher Pädagoge und Historiker                                  | 59    |       |
| 23. Februar | Christoph Kormart                | deutscher Schriftsteller und Übersetzer                            | 56    |       |
| 23. Februar | William Williams                 | britischer Violinist Komponist des Barock                          | 25    |       |

## März
| Tag      | Name                                | Beruf, bekannt als                                                           | Alter | Beleg |
| -------- | ----------------------------------- | ---------------------------------------------------------------------------- | ----- | ----- |
| 1. März  | Hermannus van Halen                 | niederländischer reformierter Theologe                                       | 67    |       |
| 3. März  | Joachim Salemann                    | deutsch-baltischer lutherischer Geistlicher und Bischof von Estland          |       |       |
| 4. März  | Keichū                              | japanischer Philologe und buddhistischer Mönch                               |       |       |
| 5. März  | Richard Coote, 1. Earl of Bellomont | Gouverneur der englischen Kolonien New York, New Hampshire und Massachusetts |       |       |
| 6. März  | Johann Christian Mack               | deutscher Mediziner, Physikus in Schneeberg                                  | 66    |       |
| 10. März | Veit Adam von Pelkoven              | Domherr zu Freising                                                          |       |       |
| 10. März | Johann Schelle                      | deutscher Komponist des Barock                                               | 52    |       |
| 11. März | Jakob Gyllenborg                    | schwedischer Politiker                                                       | 53    |       |
| 11. März | Friedrich Lepner                    | deutscher Mediziner                                                          |       |       |
| 15. März | Joachim von Ahlefeldt               | adliger Herr und Landrat in Holstein                                         |       |       |
| 25. März | Benedict Pettschacher               | österreichischer Benediktiner, Hochschullehrer und Rektor                    |       |       |
| 25. März | Jean Regnault de Segrais            | französischer Dichter                                                        | 76    |       |
| 28. März | Domenico Guidi                      | italienischer Bildhauer                                                      |       |       |
| 30. März | Johann Achilles von Günderrode      | deutscher Jurist und Hofmeister                                              | 48    |       |

## April
| Tag       | Name                                     | Beruf, bekannt als                                                                 | Alter | Beleg |
| --------- | ---------------------------------------- | ---------------------------------------------------------------------------------- | ----- | ----- |
| 2. April  | Henry Howard, 7. Duke of Norfolk         | englischer Adliger und Staatsmann                                                  | ≈46   |       |
| 6. April  | Hans Joachim von Hagen                   | preußischer Generalmajor                                                           |       |       |
| 8. April  | Antonio Petrini                          | fränkischer Baumeister italienischer Abstammung                                    |       |       |
| 17. April | Johann Sibrand                           | deutscher Rechtswissenschaftler und Hochschullehrer                                | 64    |       |
| 18. April | Heinrich                                 | Fürst zu Nassau-Dillenburg                                                         | 59    |       |
| 18. April | Joachim Bartholomäus Meyer               | deutscher Bibliothekar und Kirchenlieddichter                                      |       |       |
| 22. April | Christoph Adam Negelein                  | deutscher Schriftsteller und Komponist                                             | 44    |       |
| 23. April | Samuel Schumacher                        | Schweizer evangelische Geistlicher und Pietist                                     | 36    |       |
| 25. April | Leonhard Weiss                           | deutscher Politiker, kaiserlicher Rat, Bürgermeister und Stadtpfleger von Augsburg | 74    |       |
| 27. April | Paul Fugger von Kirchberg und Weißenhorn | Reichshofrat und kurbayerischer Obersthofmeister                                   | 63    |       |
| 29. April | Christian Johann Lange                   | deutscher Mediziner und Hochschullehrer                                            | 45    |       |

## Mai
| Tag     | Name                                                    | Beruf, bekannt als                                                        | Alter | Beleg |
| ------- | ------------------------------------------------------- | ------------------------------------------------------------------------- | ----- | ----- |
| 6. Mai  | Johann Georg Prunner                                    | österreichischer Steinmetzmeister und Bildhauer des Barock                |       |       |
| 12. Mai | Johann Schmuzer                                         | Mitbegründer der Wessobrunner Schule                                      |       |       |
| 12. Mai | Jan Ignác František Vojta                               | tschechischer Arzt, Geiger und Komponist                                  |       |       |
| 18. Mai | Friedrich Spanheim                                      | deutscher Kirchenhistoriker                                               | 69    |       |
| 20. Mai | Hermann Fock                                            | Kaufmann und Ratsherr der Hansestadt Lübeck                               | 66    |       |
| 20. Mai | Rosine Elisabeth Menthe                                 | morganatische Ehefrau Herzog Rudolf Augusts von Braunschweig-Wolfenbüttel | 38    |       |
| 20. Mai | Christiana von Schleswig-Holstein-Sonderburg-Glücksburg | durch Heirat Herzogin von Sachsen-Merseburg                               | 66    |       |
| 21. Mai | Daniel Männlich                                         | brandenburgischer Hof-Goldschmied                                         |       |       |
| 23. Mai | William Kidd                                            | britischer Freibeuter und Pirat                                           |       |       |
| 23. Mai | Anne Hilarion de Costentin de Tourville                 | französischer Admiral und Marschall von Frankreich                        | 58    |       |
| Mai     | Johann Hinrich Böhme                                    | deutscher Landbaumeister                                                  |       |       |

## Juni
| Tag      | Name                                  | Beruf, bekannt als                                                              | Alter | Beleg |
| -------- | ------------------------------------- | ------------------------------------------------------------------------------- | ----- | ----- |
| 2. Juni  | Madeleine de Scudéry                  | französische Schriftstellerin                                                   | 93    |       |
| 4. Juni  | Ernst Rüdiger von Starhemberg         | Verteidiger Wiens bei der Zweiten Türkenbelagerung 1683                         | 63    |       |
| 6. Juni  | Andreas Christoph Clamer              | böhmischer Geiger und Komponist                                                 | 67    |       |
| 6. Juni  | Conrad Fischer                        | Propst des Augustiner-Chorherrenstiftes Forbes in Südböhmen (1677–1701)         | 69    |       |
| 7. Juni  | Ferdinand Wilhelm                     | Herzog von Württemberg und Generalfeldmarschall                                 | 41    |       |
| 9. Juni  | Gregorio Leti                         | italienischer Historiker und Satiriker                                          | 71    |       |
| 9. Juni  | Philippe I. de Bourbon, duc d’Orléans | französischer Prinz und Feldherr                                                | 60    |       |
| 10. Juni | Georg von Berchem                     | Geheimer Rat unter dem Kurfürsten Friedrich III. von Brandenburg                | 62    |       |
| 14. Juni | Juliana Patientia Schultt             | deutsche pietistische Schriftstellerin                                          | 20    |       |
| 18. Juni | Holger Jacobsen                       | dänischer Mediziner, katalogisierte die königliche Sammlung                     | 50    |       |
| 19. Juni | August zu Lippe-Brake                 | Hessen-Kasseler Generalfeldmarschall, Landkomtur der Deutschordensballei Hessen | 57    |       |
| 20. Juni | Joachim Rosenow                       | deutscher Mathematiker                                                          | 82    |       |
| 22. Juni | François de Batailler                 | französischer Kapuziner und Bischof von Bethlehem                               |       |       |
| 23. Juni | Augustin-Charles d’Aviler             | französischer Architekt                                                         |       |       |
| 24. Juni | Christoph Heinrich von Puttkamer      | Landhofmeister und Kanzler in Kurland.                                          |       |       |
| 26. Juni | Giulia Masotti                        | italienische Opernsängerin                                                      | ≈51   |       |

## Juli
| Tag      | Name                            | Beruf, bekannt als                                               | Alter | Beleg |
| -------- | ------------------------------- | ---------------------------------------------------------------- | ----- | ----- |
| 2. Juli  | Kurt Hildebrand von der Marwitz | Brandenburger Generalleutnant und Gouverneur der Festung Küstrin | 59    |       |
| 2. Juli  | Egid Schor                      | österreichischer Maler                                           |       |       |
| 7. Juli  | William Stoughton               | englischer Puritaner, Gouverneur der Massachusetts Bay Colony    | 69    |       |
| 17. Juli | Giulio Cesare Arresti           | italienischer Organist und Komponist des Barock                  | 82    |       |
| 17. Juli | Andreas Presson                 | deutscher Lyriker, Übersetzer und Jurist                         | 63    |       |
| 24. Juli | Jakob Gillig                    | niederländischer Stilllebenmaler                                 | ≈67   |       |
| Juli     | Thomas Asselijn                 | niederländischer Dramatiker und Lyriker                          |       |       |
| Juli     | Rice Rudd, 2. Baronet           | englischer Adliger und Politiker                                 | ≈58   |       |

## August
| Tag        | Name                           | Beruf, bekannt als                                                                     | Alter | Beleg |
| ---------- | ------------------------------ | -------------------------------------------------------------------------------------- | ----- | ----- |
| 7. August  | Maximilian von Thun-Hohenstein | kaiserlicher Geheimer Rat und Ahnherr der böhmischen Linie der Familie Thun-Hohenstein | 62    |       |
| 9. August  | Theobald František von Dewaldt | Rittmeister der Kaiserlichen Armee und Verwandter des Johann von Sporck                |       |       |
| 9. August  | Markus Mappus                  | deutscher Mediziner und Hochschullehrer                                                | 68    |       |
| 16. August | Ulrich Obrecht                 | französischer Historiker, Jurist und Prätor der französischen Königreichs              | 55    |       |
| 18. August | Georg Schubart                 | deutscher Hochschullehrer in Jena; Jurist, Philosoph und Historiker                    | 51    |       |
| 20. August | Charles Sedley                 | englischer Dichter                                                                     |       |       |
| 22. August | Charles Chevillet              | französischer Theaterschauspieler und Bühnenautor                                      | 58    |       |
| 24. August | Ahasverus Fritsch              | deutscher Jurist und Kirchenlieddichter der Barockzeit                                 | 71    |       |
| 26. August | Gregor I. Gans                 | deutscher Benediktinerabt                                                              |       |       |
| 31. August | Samuel Chappuzeau              | französischer Reisender und Autor                                                      | 76    |       |

## September
| Tag           | Name                                       | Beruf, bekannt als                                                       | Alter | Beleg |
| ------------- | ------------------------------------------ | ------------------------------------------------------------------------ | ----- | ----- |
| 8. September  | Adolf Sigismund von Burman                 | deutscher Geistlicher und Beamter am kurkölnischen Hof                   | 64    |       |
| 15. September | Edmé Boursault                             | französischer Dramatiker und Schriftsteller                              | 62    |       |
| 16. September | Jakob II.                                  | König von England, als Jakob VII. König von Schottland                   | 67    |       |
| 17. September | Valentin von Greißing                      | deutscher Pädagoge, evangelischer Theologe und Philologe                 |       |       |
| 17. September | Stanislaus Papczyński                      | katholischer Priester und Ordensgründer                                  | 70    |       |
| 18. September | Gottfried Kapaun von Swoykow               | Bischof von Königgrätz                                                   | 65    |       |
| 26. September | Joachim Friedrich Carstens                 | deutscher Jurist und Lübecker Ratsherr                                   | 69    |       |
| 30. September | Johann Philipp Heberer                     | deutscher Rechtswissenschaftler, Syndicus bei der Reichsstadt Weißenburg | 76    |       |
| 30. September | Ferdinand Ludwig von Kolowrat-Liebsteinsky | böhmischer Adliger und Großprior des Malteserordens                      | 79    |       |

## Oktober
| Tag         | Name                                   | Beruf, bekannt als                             | Alter | Beleg |
| ----------- | -------------------------------------- | ---------------------------------------------- | ----- | ----- |
| 6. Oktober  | Miguel de Barrios                      | spanisch-jüdischer Dichter und Historiker      |       |       |
| 13. Oktober | Andreas Anton Schmelzer                | österreichischer Violinist und Komponist       | 47    |       |
| 14. Oktober | Friedrich von Kospoth                  | sächsischer Beamter                            | 71    |       |
| 15. Oktober | Gustav zu Sayn-Wittgenstein-Hohenstein | deutscher Graf aus dem Hause Sayn-Wittgenstein | 68    |       |
| 16. Oktober | Johann Jacob von Weingarten            | böhmischer Jurist                              |       |       |
| 20. Oktober | Robert Hamilton, 2. Baronet            | schottischer Adliger und Covenanter            | ≈51   |       |

## November
| Tag          | Name                              | Beruf, bekannt als                                                                                      | Alter | Beleg |
| ------------ | --------------------------------- | --- | ----- | ----- |
| 1. November  | Heinrich Butenandt von Rosenbusch | russischer Unternehmer und Metallurg                                                                    |       |       |
| 4. November  | Detlev von Reventlow              | Königlicher Geheimer Konferenz-, Etats- und Landrat, Propst in Preetz und Schleswig                     | 47    |       |
| 13. November | Johann Frühwirth                  | österreichischer Bildhauer                                                                              |       |       |
| 19. November | Laurenz Tanner                    | Schweizer Landammann und Tagsatzungsgesandter                                                           | 70    |       |
| 22. November | Salomon Reisel                    | deutscher Mediziner und in führender Position in einer Reihe von Territorien des Deutschen Reichs tätig | 76    |       |

## Dezember
| Tag          | Name                                          | Beruf, bekannt als                                               | Alter | Beleg |
| ------------ | --------------------------------------------- | ---------------------------------------------------------------- | ----- | ----- |
| 1. Dezember  | Maria Benigna Franziska von Sachsen-Lauenburg | Fürstin Piccolomini, Herzogin von Amalfi                         | 66    |       |
| 2. Dezember  | Zofia Anna Czarnkowska                        | polnische Magnatin                                               | 41    |       |
| 6. Dezember  | Johann Andreas Graff                          | Maler, Kupferstecher, Radierer, Zeichner und Kupferstichverleger | 64    |       |
| 10. Dezember | Albrecht Christian Rotth                      | deutscher Theologe                                               | 50    |       |
| 11. Dezember | Pierre Landry                                 | französischer Kupferstecher und Verleger                         |       |       |
| 11. Dezember | Franz Mezger                                  | Benediktinerpater, Philosoph, Historiker und Hochschullehrer     | 69    |       |
| 18. Dezember | Wilhelm von Brandt                            | kurbrandenburgisch-preußischer Generalleutnant                   | 57    |       |
| 22. Dezember | Georg Simon Winter von Adlersflügel           | deutscher Reitmeister, Pferdearzt und Autor                      |       |       |
| 24. Dezember | Gottfried von Lehnsfeld                       | österreichischer Offizier der kaiserlichen Armee                 | 37    |       |
| 27. Dezember | Johann Wolfgang Textor der Ältere             | deutscher Jurist und Archivar                                    | 63    |       |

## Datum unbekannt
| Tag | Name                             | Beruf, bekannt als                                        | Alter | Beleg |
| --- | -------------------------------- | --------------------------------------------------------- | ----- | ----- |
|     | Johann Baal                      | deutscher Komponist des Barock                            |       |       |
|     | Gabriel Baumann                  | deutscher Unternehmer                                     | ≈75   |       |
|     | Konrad Bethmann                  | deutscher Münzwardein und Münzmeister                     |       |       |
|     | Abraham Conrad Buchau            | deutscher Bildhauer                                       |       |       |
|     | Johannes Erb                     | Schweizer evangelischer Geistlicher                       |       |       |
|     | Johann Zacharias Fürst           | deutscher Mediziner und Leibarzt                          |       |       |
|     | Johann Friedrich von Herberstein | Besitzer der Herrschaft Grafenort                         |       |       |
|     | Michael Kanhäuser                | deutscher Orgelbauer                                      | 66    |       |
|     | Isaak Kann                       | Kaufmann und Bankier                                      |       |       |
|     | Kondiaronk                       | Häuptling der Tionontati-Huronen und der Petun            |       |       |
|     | Giovanni Domenico Partenio       | italienischer Komponist und Kapellmeister am Markusdom    |       |       |
|     | Jan Chryzostom Pasek             | polnischer Adliger                                        |       |       |
|     | Joan Baptista Rocabert           | katalanischer Organist, Komponist und Chormeister         |       |       |
|     | Philipp Schor                    | österreichischer Maler und Architekt                      | ≈55   |       |
|     | Jeremias Simon                   | deutscher evangelischer Geistlicher, Dichter und Chronist | 20    |       |
|     | Andreas Virginius                | deutschbaltischer Bibelübersetzer und Theologe            | ≈69   |       |
|     | Eucharius Weiner                 | deutscher Abt des Benediktiner-Ordens                     |       |       |
|     | Burchard Wulff                   | deutscher Maler                                           |       |       |
|     | Gaetano Zumbo                    | italienischer Wachsmodelleur                              |       |       |